# Melomys burtoni
Melomys burtoni is een knaagdier uit het geslacht Melomys dat voorkomt in Australië en Nieuw-Guinea. Zijn verspreidingsgebied bestaat uit drie verschillende populaties: één in het Fly River-gebied van Nieuw-Guinea (ondersoort muscalis); één in het noorden van West-Australië en het Noordelijk Territorium, inclusief een aantal nabijgelegen eilanden; en een van de punt van het Kaap York-schiereiland tot Gosford in New South Wales. Daar leeft hij in allerlei gras- en boshabitats.
De verwantschap van deze soort met M. lutillus en een aantal andere soorten, waaronder M. frigicola, in Nieuw-Guinea is onduidelijk. Menzies (1996) plaatste de Nieuw-Guinese ondersoort M. burtoni muscalis in M. lutillus, maar Musser & Carleton (2005) plaatsten hem in M. burtoni. Het is ook nog altijd onduidelijk of lutillus en burtoni wel aparte soorten zijn en waarin ze verschillen.
De rug is grijsbruin, de onderkant wit of crèmekleurig, met een geleidelijke overgang. De dunne staart is van boven grijsbruin en van onder roze. De voeten zijn donkergrijs of geelbruin. De oren zijn kort en lichtgrijs. De kop-romplengte bedraagt 90 tot 170 mm, de staartlengte 90 tot 170 mm, de achtervoetlengte 23 tot 25 mm, de oorlengte 16 tot 18 mm en het gewicht 30 tot 120 gram. Vrouwtjes hebben 0+2=4 mammae.
De soort is 's nachts actief; hij leeft voornamelijk op de grond, hoewel hij goed kan klimmen. Hij eet gras, bessen, fruit, suikerriet en bieten. Hij paart voornamelijk tijdens het droge seizoen.